# Lijst van voetbalinterlands Joegoslavië - Polen
Deze lijst van voetbalinterlands is een overzicht van alle officiële voetbalwedstrijden tussen de nationale teams van Joegoslavië en Polen. De landen speelden in totaal negentien keer tegen elkaar. De eerste ontmoeting, een vriendschappelijke wedstrijd, werd gespeeld in Zagreb op 1 oktober 1922. Het laatste duel, eveneens een vriendschappelijke wedstrijd, vond plaats op 28 maart 1990 in Łódź.

## Wedstrijden
| №  | Plaats    | Datum             | Competitie           | Wedstrijd           | Uitslag |
| -- | --------- | ----------------- | -------------------- | ------------------- | ------- |
| 1  | Zagreb    | 1 oktober 1922    | Vriendschappelijk    | Joegoslavië – Polen | 1 – 3   |
| 2  | Krakau    | 3 juni 1923       | Vriendschappelijk    | Polen – Joegoslavië | 1 – 2   |
| 3  | Poznań    | 25 oktober 1931   | Vriendschappelijk    | Polen – Joegoslavië | 6 – 3   |
| 4  | Zagreb    | 29 mei 1932       | Vriendschappelijk    | Joegoslavië – Polen | 0 – 3   |
| 5  | Warschau  | 10 september 1933 | Vriendschappelijk    | Polen – Joegoslavië | 4 – 3   |
| 6  | Belgrado  | 26 augustus 1934  | Vriendschappelijk    | Joegoslavië – Polen | 4 – 1   |
| 7  | Katowice  | 18 augustus 1935  | Vriendschappelijk    | Polen – Joegoslavië | 2 – 3   |
| 8  | Belgrado  | 26 augustus 1934  | Vriendschappelijk    | Joegoslavië – Polen | 9 – 3   |
| 9  | Warschau  | 10 oktober 1937   | WK 1938 kwalificatie | Polen – Joegoslavië | 4 – 0   |
| 10 | Belgrado  | 3 april 1938      | WK 1938 kwalificatie | Joegoslavië – Polen | 1 – 0   |
| 11 | Warschau  | 25 september 1938 | Vriendschappelijk    | Polen – Joegoslavië | 4 – 4   |
| 12 | Belgrado  | 19 oktober 1947   | Vriendschappelijk    | Joegoslavië – Polen | 7 – 1   |
| 13 | Warschau  | 25 augustus 1948  | Vriendschappelijk    | Polen – Joegoslavië | 0 – 1   |
| 14 | Belgrado  | 4 juni 1961       | WK 1962 kwalificatie | Joegoslavië – Polen | 2 – 1   |
| 15 | Chorzów   | 25 juni 1961      | WK 1962 kwalificatie | Polen – Joegoslavië | 1 – 1   |
| 16 | Warschau  | 13 mei 1973       | Vriendschappelijk    | Polen – Joegoslavië | 2 – 2   |
| 17 | Frankfurt | 30 juni 1974      | WK 1974              | Polen – Joegoslavië | 2 – 1   |
| 18 | Borovo    | 26 april 1980     | Vriendschappelijk    | Joegoslavië – Polen | 2 – 1   |
| 19 | Łódź      | 28 maart 1990     | Vriendschappelijk    | Polen – Joegoslavië | 0 – 0   |

## Samenvatting
| Competitie        | Totaal gespeeld | Winst Joegoslavië | Gelijk | Winst Polen | Doelsaldo Joegoslavië – Polen |
| ----------------- | --------------- | ----------------- | ------ | ----------- | ----------------------------- |
| WK-eindronde      | 1               | 0                 | 0      | 1           | 1 − 2                         |
| WK-kwalificatie   | 4               | 2                 | 1      | 1           | 4 − 6                         |
| Vriendschappelijk | 14              | 7                 | 3      | 4           | 41 − 31                       |
| Totaal            | 19              | 9                 | 4      | 6           | 46 − 39                       |

## Details

### Achttiende ontmoeting
| Vriendschappelijk (Borovo, Joegoslavië, 26 april 1980): |       |                  |
| Joegoslavië                                             | 2 – 1 | Polen            |
| Ante Miročević 34' Ante Miročević 68'                   | goals | 26' Janusz Sybis |

### Negentiende ontmoeting
| Vriendschappelijk (Łódź, Polen, 28 maart 1990): |       |             |
| Polen                                           | 0 – 0 | Joegoslavië |
|                                                 | goals |             |